# Gonçalo Cardoso
Pour les articles homonymes, voir Cardoso.
Gonçalo Cardoso, né le 21 octobre 2000 à Marco de Canaveses au Portugal, est un footballeur portugais qui évolue au poste de défenseur central au Lokomotiv Sofia.

## Biographie

### En club
Natif de Marco de Canaveses au Portugal, il commence le football à huit ans dans le club amateur de sa ville natale, l'AD Marco 09. 

#### FC Penafiel (2012-2017)
Gonçalo Cardoso rejoint ensuite le centre de formation du FC Penafiel, où il reste jusqu'en 2017. 

#### Boavista (2017-2019)
Cette année là, il part pour le Boavista FC, où il poursuit sa formation de footballeur. 
Le 7 octobre 2018, Cardoso joue son premier match en professionnel, à l'occasion d'une rencontre de Liga NOS de la saison 2018-2019 face au Deportivo Aves. 
Il est titulaire ce jour-là en défense centrale, alors qu'il n'a pas encore 18 ans, et son équipe s'impose sur le score de un but à zéro.

#### West Ham (2019-2022)
Le 6 août 2019, Gonçalo Cardoso s'engage avec le club anglais de West Ham United pour un contrat courant jusqu'en juin 2024, il portera le numéro 20 avec son nouveau club.
Le club annonce son départ du club, il retourne au Portugal.

##### Prêt au FC Bâle (2021-2022)
En manque de temps de jeu à West Ham où il n'a pas fait la moindre apparition avec l'équipe première, Gonçalo Cardoso est prêté le 30 janvier 2021 pour un an et demi au FC Bâle,. 
Il joue son premier match le 14 février 2020 face au FC Zurich. 
Il entre en jeu et son équipe s'incline par deux buts à zéro.

##### Prêt au Betis Séville (2022)
Le 20 janvier 2022, il est prêté avec une option d'achat par West Ham dans le club espagnol le Betis Séville jusqu'en juin.

#### CS Marítimo (depuis 2022)
Il quitte West Ham United pour retourner au Portugal au CS Marítimo.

### En sélection
Avec les moins de 19 ans, il participe au championnat d'Europe des moins de 19 ans en 2019 qui se déroule en Arménie. Lors de cette compétition, il est un titulaire indiscutable, jouant tous les matchs de son équipe. Il inscrit même un but lors du premier match face à Italie le 14 juillet, en ouvrant le score et participant donc à la victoire des siens (0-3). Le Portugal atteint la finale, mais se voit défait par l'Espagne dans cet ultime match (0-2).

## Statistiques
| Saison                | Club                  | Championnat           | Championnat | Championnat | Coupe nationale | Coupe nationale | Coupe de la Ligue | Coupe de la Ligue | Supercoupe | Supercoupe | Compétition(s) continentale(s) | Compétition(s) continentale(s) | Compétition(s) continentale(s) | Total | Total |
| Saison                | Club                  | Division              | M.          | B.          | M.              | B.              | M.                | B.                | M.         | B.         | Comp.                          | M.                             | B.                             | M.    | B.    |
| 2018-2019             | Boavista FC           | Liga NOS              | 15          | 0           | 3               | 0               | -                 | -                 | -          | -          | -                              | -                              | -                              | 18    | 0     |
| Sous-total            | Sous-total            | Sous-total            | 15          | 0           | 3               | 0               | -                 | -                 | -          | -          | -                              | -                              | -                              | 18    | 0     |
| 2019-2020             | West Ham United       | Premier League        | -           | -           | -               | -               | -                 | -                 | -          | -          | -                              | -                              | -                              | 0     | 0     |
| Sous-total            | Sous-total            | Sous-total            | -           | -           | -               | -               | -                 | -                 | -          | -          | -                              | -                              | -                              | 0     | 0     |
| Total sur la carrière | Total sur la carrière | Total sur la carrière | 15          | 0           | 3               | 0               | -                 | -                 | -          | -          | -                              | -                              | -                              | 18    | 0     |

## Palmarès
Portugal des moins de 19 ans
- Finaliste du Championnat d'Europe en 2019.